# Nowy Przegląd Katowicki
Nowy Przegląd Katowicki – bezpłatny dwutygodnik miejski, ukazujący się od lipca 2002 na terenie Katowic.
Pismo prezentuje drobne informacje dotyczące życia mieszkańców Katowic i działających w mieście instytucji. Strona dotycząca ekologii dofinansowywana jest Wojewódzki Fundusz Ochrony Środowiska i Gospodarki Wodnej w Katowicach. W piśmie znajduje się też strona dotycząca gier komputerowych. W dziele Kultura w mieście zamieszczane są informacje dotyczące nowych pozycji księgarskich, odbywających się aktualnie imprez kulturalnych oraz repertuar działających w mieście kin i teatrów (Ateneum, Śląskiego oraz chorzowskiego Rozrywki). Na ostatniej stronie zamieszczane są informacje sportowe. Dużą część zajmują reklamy działających w Katowicach firm usługowych.